# Központi Feketeföldi Gazdasági Körzet

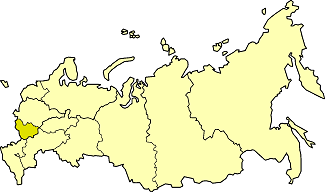
A Központi Feketeföldi Gazdasági Körzet fekvése

A Központi Feketeföldi Gazdasági Körzet (orosz nyelven: Центрально-Чернозёмный экономический район, Centralno-Csernozjomnij ekonomicseszkij rajon), Oroszország 11 gazdasági körzetének egyike.
Oroszország területének csupán 1%-ára terjed ki, de itt él az ország népességének több mint 5%-a. Nevét a régió termékeny feketeföldjéről (oroszul: csernozjom) kapta. A körzet fő profilja a mezőgazdaság és a nehézipar. Az Oroszországi Föderáció alábbi szubjektumai alkotják:
1. Belgorodi terület
2. Kurszki terület
3. Lipecki terület
4. Tambovi terület
5. Voronyezsi terület

## Földrajzi áttekintés
Az európai országrészből a vízmosásokkal és völgyekkel szabdalt Közép-orosz-hátság déli részét foglalja el, keleten a hátság az Oka és a Don folyók közti alföldbe vezet át. Az erdős sztyepp- és délen a sztyepp zónájában fekszik, de az eredeti erdőkből és a sztyeppből már szinte semmi nem maradt. Az igazán jó termőképességű csernozjom talajok a terület déli részén találhatók. Az éghajlat mérsékelten kontinentális, a nyugati vidékek több csapadékot kapnak, a délkeleti rész melegebb és szárazabb.

## Gazdaság
A körzet legfontosabb természeti kincsei a vasérc és a termékeny csernozjom talajok, természeti erőforrásai azonban szűkösek.
A Kurszki- és a Belgorodi területre kiterjedő mágneses anomália Földünk egyik leggazdagabb vasérclelőhelye. A vasérc kitermelésére épült a körzet vaskohászata és acélgyártása (Kurszk, Lipeck, Sztarij Oszkol), melyhez az energiát más gazdasági körzetekből importálják. A gépiparban a mezőgazdasági gépek és a bányagépek gyártása a helyi igényeket is kiszolgálja.
A körzet legnagyobb városa, Voronyezs többek között repülőgépgyáráról híres, szerszámgépgyártása, vegyipara is jelentős. Kurszkban az alapanyag gyártás – vasércbányászat, kohászat – mellett elektrotechnikai gépeket, műszálat állítanak elő. Lipeck a kohászati kombinát termelésére alapozott nehézgépgyártás (szerszámgépek, traktorok), 
Tambov a vegyipar és az élelmiszeripar egyik központja.
A körzet Oroszország egyik legfontosabb „éléstára”. Mezőgazdaságában a növénytermesztés a meghatározó. A hagyományos gabonatermelés (búza, rozs, árpa) mellett a legfontosabb ipari növények: északon a cukorrépa, délen a napraforgó. A körzet adja az ország cukorrépa termelésének csaknem a felét és az elsők között van a hús- és tejtermelésben.

## Lásd még
- Oroszország közigazgatási beosztása